# 奥浪鏡
奥浪 鏡（おくなみ きょう、1995年8月29日 - ）は、広島県呉市出身の元プロ野球選手（内野手）。右投右打。

## 経歴

### プロ入り前
呉東リトルリーグで野球を始めると、呉市立広中央中学校時代は広島ジャガーボーイズに所属。全国大会に出場したほか、硬球を使用した3年時の対外試合ではMAZDA Zoom-Zoom スタジアム広島（マツダスタジアム）左翼席場外のネットに当たる本塁打（推定飛距離150m）を放った。
創志学園高校への進学後は、春夏ともに甲子園球場での全国大会に出場できなかったが対外試合で通算71本塁打を記録し、「岡山の李大浩」と呼ばれていた。3年生の春には、済美高校との練習試合で2年生の安樂智大から2打席連続本塁打を放っている。
2013年のNPBプロ野球ドラフト会議で、オリックス・バファローズから6巡目で指名。契約金2,500万円、年俸500万円（金額は推定）という条件で入団した。背番号は61。

### オリックス時代
2014年、7月14日のフレッシュオールスターゲーム（長崎県営野球場）ではウエスタン・リーグ選抜チームの「6番・一塁手」として先発出場。4打数2安打2打点1本塁打という成績を残し、優秀選手賞を受賞している。このときに同じく優秀選手賞を埼玉西武ライオンズの山川穂高が、MVPを千葉ロッテマリーンズの井上晴哉が受賞しており、全員体重が100kgを超える体格だったことから「重量級3兄弟」などと呼ばれ注目された。ウ・リーグの公式戦では84試合に出場し、チーム最多の7本塁打を記録。
2015年にはウ・リーグ公式戦でチーム最多の103試合に出場。チーム最多の8本塁打と50打点を記録した。
2016年には、6月14日の対阪神タイガース戦（阪神甲子園球場）において一軍公式戦に「7番・一塁手」のスタメンとしてデビュー。2回表の第1打席でプロ初安打を放つと、2本目の安打で出塁した6回表には、二塁への盗塁成功によって一軍初盗塁を記録した。7月10日の対西武戦（西武プリンスドーム）では、8回表2死1・2塁から代打へ起用されると、三塁への適時内野安打によって一軍での初打点をマーク。7月14日のフレッシュオールスターゲーム（倉敷マスカットスタジアム）には、ウ・リーグ選抜の「4番・指名打者」としてスタメン出場している。一軍公式戦全体では、15試合の出場で、打率.265（34打数9安打2二塁打）、1打点、1盗塁という成績を残した。ウ・リーグ公式戦は通算87試合の出場で打率.223、4本塁打、25打点を記録。
2017年シーズン中、自家用車を運転していたところスピード違反で摘発され、大阪府公安委員会から5月17日より30日間の運転免許停止処分を受けた。ところが奥浪は球団にその旨を報告せず、処分期間中の5月22日にも「青濤館」（当時居住していた合宿所）のある舞洲（大阪市此花区）の路上で自家用車を運転し、交差点を右折した際2人乗りのオートバイと接触しオートバイの乗員2人に軽傷を負わせた。運転免許停止処分以降の事態を重く見たオリックス球団では、翌23日に奥浪へ無期限の謹慎処分を科すことを発表した。野球の練習や合宿所からの外出を一切認めず、寮長による指導の下で奉仕活動へ臨ませることも明らかにした。球団側はシーズン終了後の戦力外通告を予定していたが「早く地元の広島で次の進路への準備に入りたい」という奥浪本人の意向を受け、8月3日付で選手契約を解除した。同日付で日本プロ野球 (NPB) から自由契約選手として公示された。退団するまでにウ・リーグでは30試合に出場していたが、打率.188、2本塁打、12打点という成績を残したのみで一軍公式戦への出場機会はなかった。

### オリックス退団後
前述の交通事故を取り扱っていた大阪府警察此花警察署では、2017年8月7日に自動車運転処罰法違反（無免許過失傷害）の疑いで奥浪を書類送検した。この決定を受け、同年12月27日付で大阪地方裁判所が奥浪を在宅起訴し、2018年5月15日には懲役8ヶ月・執行猶予3年の有罪判決が下されている。
退団後は広島へ帰郷し、NPB他球団での現役復帰を目標にした2017年の12球団合同トライアウト（11月15日、マツダスタジアム）受験に向け、広島文化学園大学のグラウンドや施設で大学生とともにトレーニングを続けた。この時期には「（同年の）シーズン終了を待たずにオリックス球団へ選手契約の解除を申し入れたのは、野球と別の道に進むのではなく、トライアウトへの参加に向けた練習をしたかったから」とも語っていた。トライアウトにはオリックスのユニフォーム姿で参加し、シートバッティング形式で4人の投手と対戦したが、無安打1四球という結果に終わった。
2018年2月からは関メディベースボール学院の運営する学院と同名のクラブチームへ参加、4月から同学院の野球選手科へ入学し、NPB復帰を目標として再起を社会人野球で図っていたが、次第に練習を休みがちになり同年6月に退団・退学した。

## 選手としての特徴
高校通算71本塁打の長打力が持ち味。バットコントロールにも定評がある。大柄な体格でありながら、高校時代に50メートル走で最速6秒3を記録したほどの俊足の持ち主でもあった。

## 詳細情報

### 年度別打撃成績
| 年 度     | 球 団      | 試 合 | 打 席 | 打 数 | 得 点 | 安 打 | 二 塁 打 | 三 塁 打 | 本 塁 打 | 塁 打 | 打 点 | 盗 塁 | 盗 塁 死 | 犠 打 | 犠 飛 | 四 球 | 敬 遠 | 死 球 | 三 振 | 併 殺 打 | 打 率 | 出 塁 率 | 長 打 率 | O P S |
| --------- | ---------- | ----- | ----- | ----- | ----- | ----- | -------- | -------- | -------- | ----- | ----- | ----- | -------- | ----- | ----- | ----- | ----- | ----- | ----- | -------- | ----- | -------- | -------- | ----- |
| 2016      | オリックス | 15    | 42    | 34    | 3     | 9     | 2        | 0        | 0        | 11    | 1     | 1     | 0        | 0     | 0     | 7     | 0     | 1     | 11    | 0        | .265  | .405     | .324     | .728  |
| 通算：1年 | 通算：1年  | 15    | 42    | 34    | 3     | 9     | 2        | 0        | 0        | 11    | 1     | 1     | 0        | 0     | 0     | 7     | 0     | 1     | 11    | 0        | .265  | .405     | .324     | .728  |

### 年度別守備成績
| 年 度 | 一塁手 | 一塁手 | 一塁手 | 一塁手 | 一塁手 | 一塁手   | 三塁手 | 三塁手 | 三塁手 | 三塁手 | 三塁手 | 三塁手   |
| 年 度 | 試 合  | 刺 殺  | 補 殺  | 失 策  | 併 殺  | 守 備 率 | 試 合  | 刺 殺  | 補 殺  | 失 策  | 併 殺  | 守 備 率 |
| ----- | ------ | ------ | ------ | ------ | ------ | -------- | ------ | ------ | ------ | ------ | ------ | -------- |
| 2016  | 4      | 26     | 2      | 1      | 5      | .810     | 7      | 3      | 11     | 1      | 2      | .988     |
| 通算  | 4      | 26     | 2      | 1      | 5      | .810     | 7      | 3      | 11     | 1      | 2      | .988     |

### 表彰
- フレッシュオールスターゲーム優秀選手賞：1回 （2014年）

### 記録
初記録
- 初出場・初先発出場：2016年6月14日、対阪神タイガース1回戦（阪神甲子園球場）、7番・一塁手で先発出場
- 初打席・初安打：同上、2回表に能見篤史から中前安打
- 初盗塁：同上、6回表に二盗（投手：安藤優也、捕手：原口文仁）
- 初打点：2016年7月10日、対埼玉西武ライオンズ14回戦（西武プリンスドーム）、8回表に糸井嘉男の代打で出場、小石博孝から三塁適時内野安打

### 背番号
- 61 （2014年 - 2017年8月3日）